# Claude Shannon
Claude Elwood Shannon (Petoskey, 30 aprile 1916 – Medford, 24 febbraio 2001) è stato un ingegnere e matematico statunitense, spesso definito "il padre della teoria dell'informazione".

## Biografia
Claude Shannon, lontano parente di Thomas Edison, nacque a Petoskey, una piccola città del Michigan. Il padre Claude, Sr.  era un imprenditore self-made mentre la madre Mabel Wolf Shannon un'insegnante di lingue figlia di immigrati tedeschi. Dopo aver lavorato da ragazzo come telegrafista per la Western Union sotto la guida di Andrew Coltrey, nel 1932 iniziò gli studi presso l'Università del Michigan, dove, nel 1936, conseguì due lauree triennali: in matematica e in ingegneria elettronica.
Shannon si iscrisse quindi al MIT. Qui frequentò, tra l'altro, il laboratorio nel quale, sotto la direzione di Vannevar Bush, si lavorava alla realizzazione dell'analizzatore differenziale, un calcolatore analogico. Nel 1938 conseguì il titolo di Master of Science in ingegneria elettronica presentando la tesi Un'analisi simbolica dei relè e dei circuiti. In questo studio Shannon dimostrò che il fluire di un segnale elettrico attraverso una rete di interruttori - cioè dispositivi che possono essere in uno di due stati - segue esattamente le regole dell'algebra di Boole, se si fanno corrispondere i due valori di verità -falso - della logica simbolica - allo stato APERTO o CHIUSO di un interruttore. Pertanto un circuito digitale può essere descritto da un'espressione booleana, la quale può poi essere manipolata secondo le regole di quest'algebra. Shannon definì così un potente metodo, ancora oggi usato, per l'analisi e la progettazione dei sistemi digitali di elaborazione dell'informazione.
Per il dottorato di ricerca in matematica Shannon lavorò, su suggerimento del suo supervisore Bush, allo studio matematico della genetica. Trascorse un periodo presso il laboratorio di genetica di Cold Spring Harbor, un'organizzazione di ricerca, e ottenne il dottorato di ricerca dal MIT nel 1940, discutendo la tesi: Un'algebra per la genetica teorica.
Dopo il PhD, tra il 1940 e il 1941 Shannon trascorse un periodo di studio come National Research Fellow all'IAS di Princeton, sotto la supervisione di Hermann Weyl.
Durante l'estate del 1941, per alcuni mesi, lavorò nei Laboratori Bell; subito dopo, accettò un'offerta per lavorare a tempo pieno su progetti di interesse militare. Sarebbe rimasto ai Bell Labs fino al 1972.
I primi progetti di Shannon riguardarono i dispositivi automatici di puntamento antiaereo e i problemi connessi di riduzione del rumore. Iniziò anche a occuparsi di crittografia, lavorando al progetto di un dispositivo digitale per la segretezza delle comunicazioni telefoniche. In questo ruolo ebbe l'occasione di conoscere Alan Turing, anch'egli esperto criptoanalista, che nel 1943 passò alcuni mesi negli Stati Uniti su incarico del governo britannico. Poiché ambedue erano impegnati in attività riservate, delle quali non potevano parlare, nei loro incontri discussero principalmente di calcolatori e di intelligenza artificiale.
Nel 1948 pubblicò in due parti il saggio Una teoria matematica della comunicazione, un trattato scientifico di eccelsa qualità, anche dal punto di vista della scrittura tecnica, che poneva la base teorica per listemi di codificazione e trasmissione dell'informazione. In questo lavoro si concentrò sul problema di ricostruire, con un certo grado di certezza, le informazioni trasmesse da un mittente. Shannon utilizzò strumenti quali l'analisi casuale e le grandi deviazioni, che in quegli anni si stavano appena sviluppando. Fu in questa ricerca che Shannon coniò la parola bit, per designare l'unità elementare d'informazione. La sua teoria dell'informazione pose le basi per progettare sistemi informatici, partendo dal presupposto che l'importante era cercare di memorizzare le informazioni in modo da poterle trasferire e collegare tra loro. Shannon ha affermato che la maggiore ispirazione alla sua ricerca in questo campo venne dal lavoro sulla trasmissione delle informazioni del suo collega dei Bell Labs Ralph Hartley, del 1928, che aveva discusso anche con Weyl a Princeton.
Nel 1949 pubblicò un altro notevole articolo, La teoria della comunicazione nei sistemi crittografici, con il quale praticamente fondò la teoria matematica della crittografia. Shannon è inoltre riconosciuto come il "padre" del teorema del campionamento, che studia la rappresentazione di un segnale continuo (analogico) mediante un insieme discreto di campioni a intervalli regolari (digitalizzazione).
Nel 1956 fu eletto membro della National Academy of Sciences. Dal 1958 al 1978 fu professore al MIT.

## Vita privata
Shannon si sposò una prima volta con Norma Levor, nel 1940. Il matrimonio però si ruppe l'anno successivo, quando la coppia si trasferì a Princeton.
Nel 1948, Shannon incontrò Mary Elizabeth Moore, detta Betty, una matematica che lavorava come analista numerica ai Bell Labs. L'anno successivo i due si sposarono, andando a vivere prima e New York e poi nel New Jersey. Assieme ebbero tre figli, Robert jr, Andrew e Margarita.
Shannon era conosciuto per la sua intelligenza vivacissima; molti hanno testimoniato che poteva dettare interi articoli accademici a memoria, senza alcuna correzione. Raramente utilizzava appunti o schizzi, e preferiva lavorare a mente.

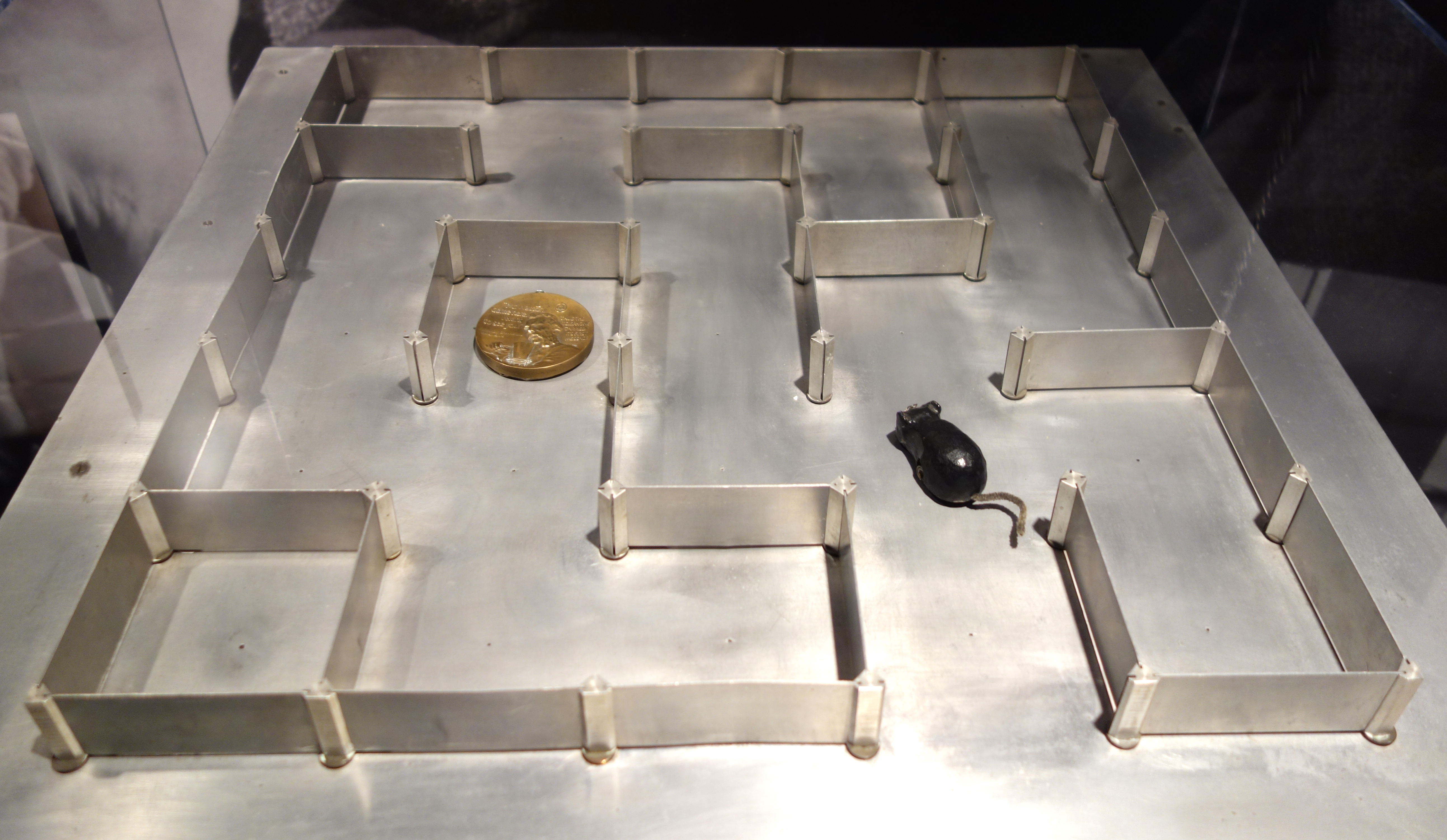
Il Theseus Maze, un apparecchio ludico elettromeccanico ideato da Shannon nel 1952 e attualmente in mostra al museo del MIT di Cambridge (Massachusetts)

Fuori dai suoi interessi accademici, era giocoliere e scacchista e si dilettava a costruire e utilizzare monocicli di ogni dimensione. Ha inventato, inoltre, molti dispositivi, compresa una macchina per giocare a scacchi, un "saltapicchio" (pogo stick) a motore e una tromba lanciafiamme per il figlio.

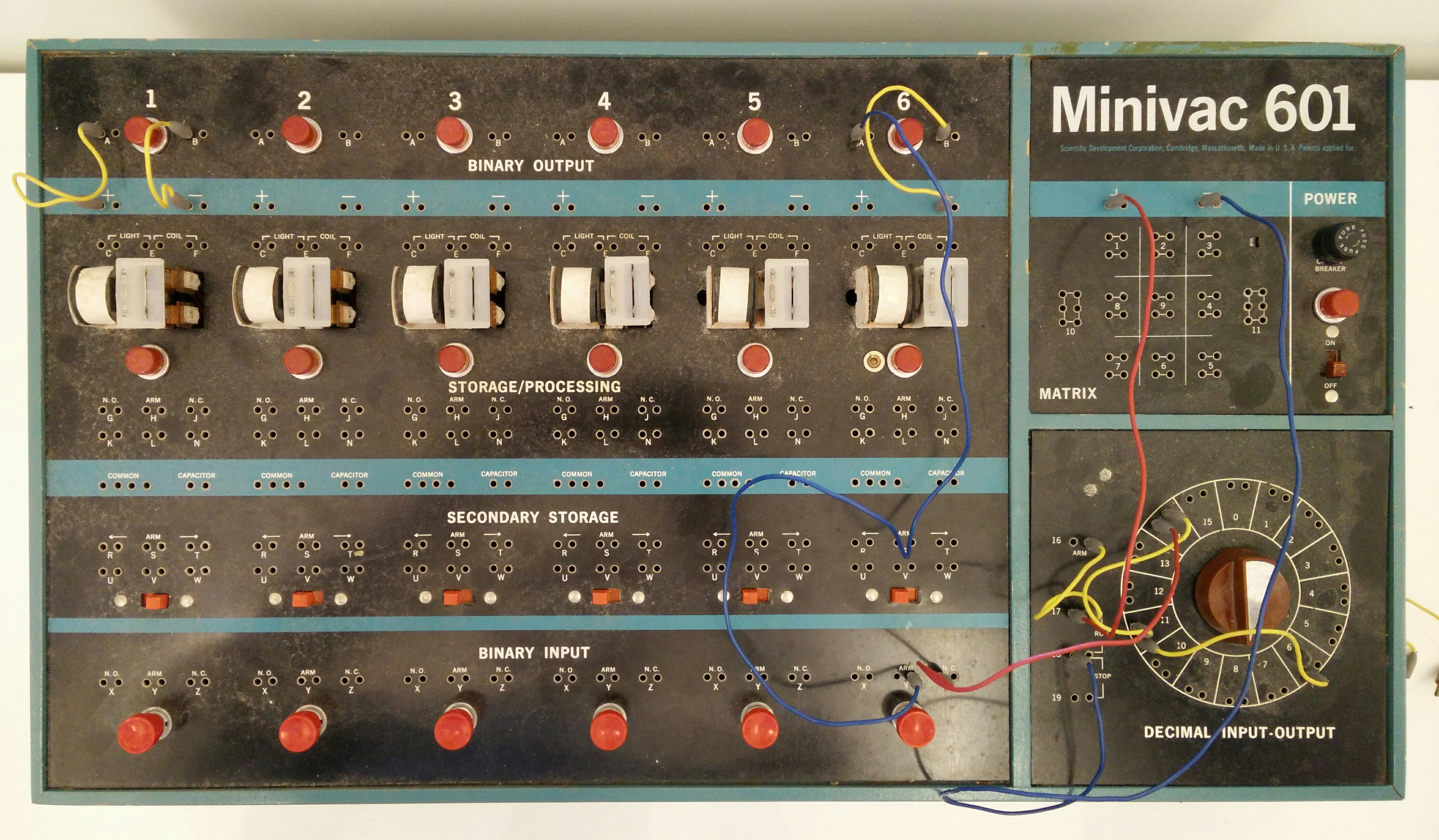
Il Minivac 601

Nel 1961 creò il Minivac 601 Digital Computer Kit, un sistema di computer digitale elettromeccanico, che venne prodotto dalla Scientific Development Corporation e commercializzato per scopi ludici e didattici.
Dal punto di vista religioso e politico si dichiarava rispettivamente ateo e apolitico. Negli ultimi anni della sua vita soffrì della malattia di Alzheimer, fino alla morte.
Per commemorare i suoi successi, nel 2001 ci furono diverse celebrazioni. Esistono attualmente sei statue di Shannon: tra di esse una a Gaylord, Michigan, una all'università del Michigan, una al MIT, una presso i Laboratori Bell.

## Opere
- Claude E. Shannon, A Symbolic Analysis of Relay and Switching Circuits, Master of Science Thesis, MIT; poi pubblicato in Transactions of the American Institute of Electrical Engineers, vol. 57, pp. 713–723, 1938.
- C. E. Shannon, A Mathematical Theory of Communication Archiviato il 15 dicembre 2017 in Internet Archive., Bell System Technical Journal, vol. 27, pp. 379–423 (luglio), 623–656 (ottobre), 1948.
- C. E. Shannon e Warren Weaver, The Mathematical Theory of Communication, Università dell'Illinois Urbana-Champaign, 1949; trad. it.: La teoria matematica delle comunicazioni, Etas Kompass, Milano, 1971.
- C. E. Shannon, Communication Theory of Secrecy Systems Archiviato il 5 giugno 2007 in Internet Archive., Bell System Technical Journal, vol. 28, pp. 656–715, 1949.
- C. E. Shannon, The Synthesis of Two-Terminal Switching Circuits, Bell System Technical Journal, vol. 28, pp. 59–98, 1949.
- C. E. Shannon, Programming a Computer for Playing Chess, Philosophical Magazine Series 7, vol. 41, pp. 256-275, 1950.
- J. McCarthy, M. L. Minsky, N. Rochester, and C. E. Shannon, A Proposal for the Dartmouth Summer Research Project on Artificial Intelligence, 31 agosto 1955, in A. I. Magazine, vol. 27, pp. 12-14, 2006.
- P. Elias, A. Feinstein, C. E. Shannon, Note on the Maximum Flow Through a Network Archiviato il 4 marzo 2016 in Internet Archive., IRE Transactions on Information Theory, vol. 2, pp. 117–119, 1956.
- C. E. Shannon, Coding Theorems for a Discrete Source With a Fidelity Criterion in IRE National Convention Record, Part 4, pp. 142–163, 1959.
- C. E. Shannon, Scientific Aspects of Juggling, in Claude E. Shannon: Collected Papers, N. J. A. Sloane and A. D. Wyner, eds., Wiley-IEEE Press, 1993: pp. 850–864.